# The Castellows

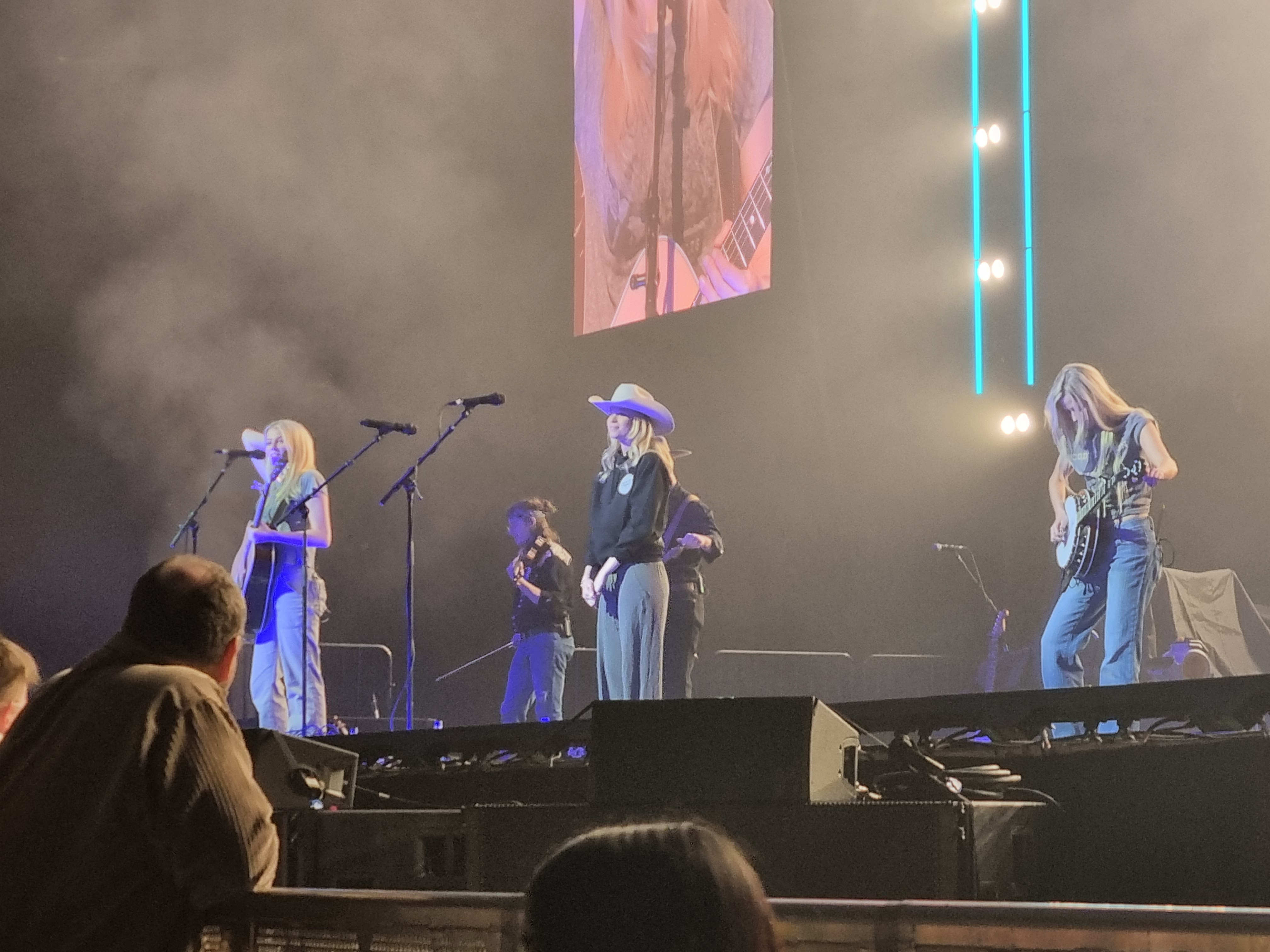
The Castellows 2025 beim C2C: Country to Country in Glasgow.

The Castellows sind ein amerikanisches Trio des Neo-Traditionalismus, bestehend aus den Schwestern Eleanor, Lily und Powell Balkcom. Eleanor und Powell sind zwei von Drillingen. Lily ist ihre jüngere Schwester, etwa achtzehn Monate jünger. Die in Georgetown, Quitman County (Georgia), geborenen Schwestern zogen 2023 nach Nashville und unterzeichneten einen Plattenvertrag mit Warner Music Nashville und Warner Records. Ihre erste EP, "A Little Goes a Long Way", erschien am 9. Februar 2024. Castellow war der Mädchenname ihrer Urgroßmutter.

## Musikalische Karriere
The Castellows erlangten erstmals 2022 Bekanntheit durch Coverversionen von Songs auf ihren Instagram- und TikTok-Accounts. Im Januar 2023 erregte die Gruppe das Interesse von Insidern der Musikbranche. Bis März desselben Jahres hatten die Schwestern nicht über eine Musikkarriere nachgedacht. Im Frühjahr hatte das Trio landesweites Interesse aus der Branche geweckt. Im Oktober unterzeichneten sie einen Plattenvertrag mit Warner Music Nashville und Warner Records und veröffentlichten ihre Debütsingle "No. 7 Road". Es folgte im November ein Cover von Leon Everettes "Hurricane" und im Januar 2024 "I Know It'll Never End".
Am 9. Februar 2024 veröffentlichten sie ihre Debüt-EP mit dem Titel "A Little Goes a Long Way", produziert von Trina Shoemaker. Der Song "I Know It Will Never End" wurde bei den CMT Music Awards 2024 für die Auszeichnung 'Digital-First Performance of the Year' nominiert.

## Mitglieder
- Eleanor "Ellie" Balkcom
- Lily Balkcom
- Powell Balkcom